# Miguel Cotto
Miguel Ángel Cotto Vázquez (Caguas, 29 ottobre 1980) è un ex pugile portoricano.
È il primo ed unico pugile portoricano ad aver vinto titoli mondiali in quattro differenti categorie di peso.
Come dilettante, ha rappresentato il proprio paese in vari eventi internazionali, come le olimpiadi di Sydney 2000. Ha iniziato la sua carriera professionistica nel 2001, e l'11 settembre 2004 ha sconfitto Kelson Pinto, diventando campione WBO dei pesi welter jr. Ha difeso la sua corona con successo per 5 incontri, per poi renderla vacante dopo essere passato ai pesi welter. Ha difeso la corona WBA contro Oktay Urkal, Zab Judah, Sugar Shane Mosley e Alfonso Gomez, prima di perdere il suo titolo contro Antonio Margarito.
Il 21 febbraio 2009 ha sconfitto Michael Jennings, conquistando la corona WBO vacante dei pesi welter. Dopo averla difesa contro lo statunitense di origini ghanesi Joshua Clottey, ha perso il suo titolo nel match contro Manny Pacquiao, anch'egli campione, svoltosi il 14 novembre 2009. In seguito al match con Pacquiao, Cotto è passato alla categoria di peso successiva ed ha sconfitto l'israeliano Yuri Foreman il 5 giugno 2010, conquistando così la cintura WBA dei superwelter che ha perso successivamente contro Floyd Mayweather Jr. il 5 maggio 2012. Il 7 giugno 2014 ha sconfitto il campione argentino Sergio Martínez, conquistando i titoli WBC e The Ring dei pesi medi, che ha detenuto sino alla sconfitta con Saúl Álvarez nel 2015.
Tra i maggiori e più apprezzati pugili della sua generazione, è annoverato tra i migliori boxeur portoricani, assieme a figure come Félix Trinidad, Wilfred Benítez, Hector Camacho, Wilfredo Gomez e Carlos Ortiz.

## Carriera

### Carriera da dilettante

#### Gli inizi
Da giovane Cotto ha frequentato la palestra di Bairoa a Caguas. Qui ha avuto la possibilità di migliorare come pugile e di diventare uno dei dilettanti più promettenti e bravi. Ha rappresentato il Porto Rico ai giochi di Sydney nel 2000. Dopo essere stato eliminato nelle prime fasi della competizione, ha deciso di passare al mondo dei professionisti.
Come pugile dilettante Cotto ha partecipato a numerosi eventi internazionali. Ha conquistato una medaglia d'argento ai 1998 Junior World Championships, che si sono svolti a Buenos Aires, Argentina, gareggiando nella divisione dei pesi leggeri. Qui ha vinto tre vittorie ai punti: l'ucraino Andrey Kolevin 15-3; il canadese Dana Laframboise 6-1, e il lituano Darius Jasevicius 9-5. Ha subito la sua unica sconfitta ai punti, contro il russo Anton Solopov con il punteggio di 8-9. Nel 1999 Cotto ha preso parte ai Pan American Games, che si sono svolti a Winnipeg. Ha lottato solo una volta, perdendo ai punti contro Dana Laframboise con il punteggio finale di 2-5. Dopo questo evento Miguel ha partecipato ai 1999 World Amateur Boxing Championships a Houston, Texas. Ha perso ai punti il suo unico incontro disputato contro Robertas Nomeikas.

### Carriera da professionista
Cotto ha fatto il suo debutto contro John Brown, vincendo nettamente ai punti con i seguenti cartellini: 100-89, 100-88 e nuovamente 100-89. Nell'incontro il portoricano ha dimostrato di avere un grande potenziale, stendendo l'avversario nella seconda ripresa e dominando tutto il match.
Nel 2001 Cotto ha subito un pericolosissimo infortunio che ha rischiato di porre fino alla sua carriera da pugile professionista, iniziata appena un anno prima. Mentre stava guidando la sua automobile verso una palestra alle 5 del mattino ha sentito sonno durante la guida, schiantandosi e rompendosi un braccio. Il portoricano è stato portato subito all'ospedale. Dopo l'incidente ha dichiarato di sentire dei dolori alla spalla ogni tanto, ma di non risentire altri danni collaterali.
Il 13 settembre 2003 Cotto ha sconfitto Demetrio Ceballos tramite KO alla 7ª ripresa a Las Vegas, Nevada, in un incontro dove Ceballos ha subito un infortunio a causa delle potenti combinazioni dell'avversario. Nel 7º round Cotto ha dato prova del suo stile di combattimento aggressivo, colpendo il rivale con serie di pugni micidiali che hanno costretto l'arbitro a fermare la gara a 32 secondi dal gong. Con questa vittoria Cotto è stato nominato il numero 1 della sua divisione dalla WBA.
Il suo primo match del 2004 lo ha visto trionfare contro Victoriano Sosa tramite KO alla 4ª ripresa. La settimana prima dell'incontro è stata molto movimentata per Cotto: ha dovuto aspettare 4 ore per i suoi bagagli per arrivare al McCarran International Airport di Las Vegas e ha rischiato di essere "cacciato" via dal Mandalay Bay Hotel (il luogo del match) da una guardia della sicurezza che pensava che il pugile fosse un minorenne non accompagnato.
Il 4 aprile 2004 Cotto ha sconfitto l'ex pretendente al titolo mondiale Lovemore N'dou tramite decisione unanime a Las Vegas. Le prime tre riprese del match sono state combattute in parità, in quanto nessuno dei due pugili è stato in grado di prendere il controllo della gara. Cotto ha dominato il 4º e il 5º round, riuscendo a colpire l'avversario alla testa con serie di efficaci combinazioni. La 7ª e l'8ª ripresa sono state controllate da N'dou, il quale è riuscito a mandare più pugni precisi rispetto all'avversario. Le ultime tre battute dell'incontro hanno visto entrambi i pugili stabilire brevi periodi di controllo della gara. Il verdetto finale ha visto N'dou perdere ai punti con i cartellini 117-111, 116-112 e 115-113.

#### Il titolo WBO
L'11 settembre 2004 Cotto ha affrontato il l'imbattuto brasiliano Kelson Pinto per il titolo vacante WBO dei pesi welters junior. Questo è stato il 3º match tra i due, poiché si erano già affrontati a livelli amatoriali, con Cotto vincitore per due volte.
L'incontro è stato trasmesso dalla HBO da San Juan, Porto Rico. Durante la gara Cotto ha utilizzato una strategia diversa dal suo solito, tenendo la guardia alta e difendendosi, piuttosto che attaccare aggressivamente. Nel corso dell'incontro Miguel è riuscito ad atterrare l'avversario per ben tre volte, riuscendo a conquistare la corona World Boxing Organization dei pesi welters jr. per KO alla 6ª ripresa.
L'11 dicembre 2004 ha difeso con successo il suo titolo sconfiggendo l'ex campione del mondo Randall Bailey per KO alla 6ª ripresa, nell'undercard dello scontro Vitali Klitschko-Danny Williams a Las Vegas. La performance di Cotto è stata descritta come un insieme di velocità ed accuratezza. Durante la gara Bailey ha ricevuto molti colpi sul volto, tanto che gli si sono aperti due tagli sopra e sotto gli occhi. Come risultato le ferite di Bailey sono state subito esaminate dal medico di gara. In seguito Randall ha espresso il suo desiderio di abbandonare l'incontro, così l'arbitro ha deciso di porre fine alla disputa a poco più di 1 minuto dal termine del 6º round. Pochi giorni dopo, il 22 dicembre 2004, la commissione pugilistica portoricana ha nominato Cotto Fighter of the year di Porto Rico, per l'anno corrispondente.
Cotto ha difeso la sua cintura per la seconda volta il 26 febbraio 2005 al Rubén Rodríguez di Bayamón, Porto Rico, contro Demarcus Corley. Durante il match Cotto ha battuto uno stile più aggressivo del solito (la tattica opposta di quella del match con Bailey), scambiando colpi con l'avversario per tutto il corso del 1º round. Nel corso della gara è stato anche detratto un punto ad entrambi i combattenti, per dei low blow (colpi bassi) illegali. Cotto ha atterrato Corley per tre volte, e dopo il 3º KD l'arbitro ha deciso di terminare la contesa, a una decina di secondi dalla fine della 5ª ripresa. Corley ha dichiarato che l'arbitro ha fermato la gara troppo presto e che se avesse voluto farlo avrebbe potuto chiudere la gara mentre stava mettendo in difficoltà l'avversario. Giusto pochi giorni dopo la sua vittoria su Corley, Cotto e il suo amico Joseph Serrano, sono stati colpiti da diversi colpi di arma da fuoco. Cotto è rimasto illeso, mentre Serrano è stato colpito alla testa. Pur essendo riuscito a sopravvivere, Serrano è rimasto in condizioni critiche per un lungo periodo.
L'11 giugno 2005 Cotto ha affrontato l'ultimo uomo che l'ha sconfitto come dilettante, l'ex olimpionico Mohamed Abdullaev dall'Uzbekistan. Come pugili amatoriali, Abdulaev aveva eliminato Miguel dai giochi di Sydney nel 2000. Questa volta si sono incontrati come professionisti al Madison Square Garden di New York. Prima della gara Cotto ha ricevuto un'ovazione dal pubblico, che pareva essere dalla sua parte. Miguel ha iniziato il match sull'offensiva, attaccando l'avversario che in qualche modo ha tentato di difendersi. Alla 4ª ripresa un potente gancio sinistro di Cotto ha colpito Abdullaev, che da lì in seguito si è concentrato maggiormente a colpire l'avversario nel corpo. Ciò ha cambiato la strategia di Cotto che è passato così alla difensiva, mentre Abdullaev tentava di bucare la sua difesa. Dopo l'8º round l'occhio di Abdullaev era quasi totalmente chiuso, a causa dei potenti colpi di Cotto. Nella 9ª ripresa, mentre Cotto si stava concentrando nel colpire la zona già danneggiata del viso del rivale, l'arbitro ha interrotto il match, chiedendo al dottore di controllare l'occhio di Abdullaev. Dopo l'esaminazione il medico ha ordinato all'arbitro di fermare l'incontro, poiché l'occhio del pugile uzbeco era già ridotto male. Ciò ha permesso a Cotto di conservare il suo titolo dei welters jr.
La terza difesa del titolo di Cotto ha preso posto al Boardwalk Hall in Atlantic City, New Jersey, il 24 settembre 2005, contro il colombiano Ricardo Torres. Nel 1º round Miguel è subito passato in vantaggio nei cartellini, stendendo fulmineamente al tappeto Torres. Nella 2ª ripresa tutto il contrario, è stato invece Torres ad atterrare Cotto. Il round è finito con entrambi gli atleti infortunati e in parità. Cotto era apparentemente in migliori condizioni rispetto a Torres, e ciò gli ha permesso di dominare il match dal 3º round in poi. A due minuti dal termine della 4ª ripresa, uno dei pugni di Cotto è finito sotto la cintura dell'avversario. L'arbitro è intervenuto concedendo 30 secondi di recupero a Torres. Cotto ha dominato questo round, mentre Torres il successivo. Alla fine dei conti, però, è stato Cotto a trionfare, con un gancio sinistro al 7º round che ha messo KO il rivale.
Il 4 marzo 2006 Cotto ha difeso il suo titolo WBO dei welters jr. atterrando al tappeto Gianluca Branco, che ha dovuto arrendersi a causa di un infortunio alla spalla all'8º round. L'incontro, tenutosi a Bayamón, Porto Rico, ha visto Miguel dominare la gara con serie di jab, combinazioni e pugni efficaci. In seguito Cotto ha affrontato l'imbattuto Paul Malignaggi il 10 giugno 2006 al Madison Square Garden. Nella 1ª ripresa un colpo di Cotto ha aperto un taglio sopra l'occhio sinistro di Malignaggi, fattore che secondo quest'ultimo lo ha condizionato per tutto l'incontro, impedendogli di vedere correttamente e di reagire ai colpi dell'avversario. Malignaggi ha inoltre detto di rispettare Cotto, ma di essere deluso per la sua prima sconfitta subita in carriera. Cotto ha vinto il match per verdetto unanime con i seguenti cartellini: 116-111 e 115-112. Dopo la gara Malignaggi è stato trasportato al Roosevelt Hospital, a causa di una frattura all'osso orbitale destro e ad un infortunio alla mascella.

#### I pesi welter

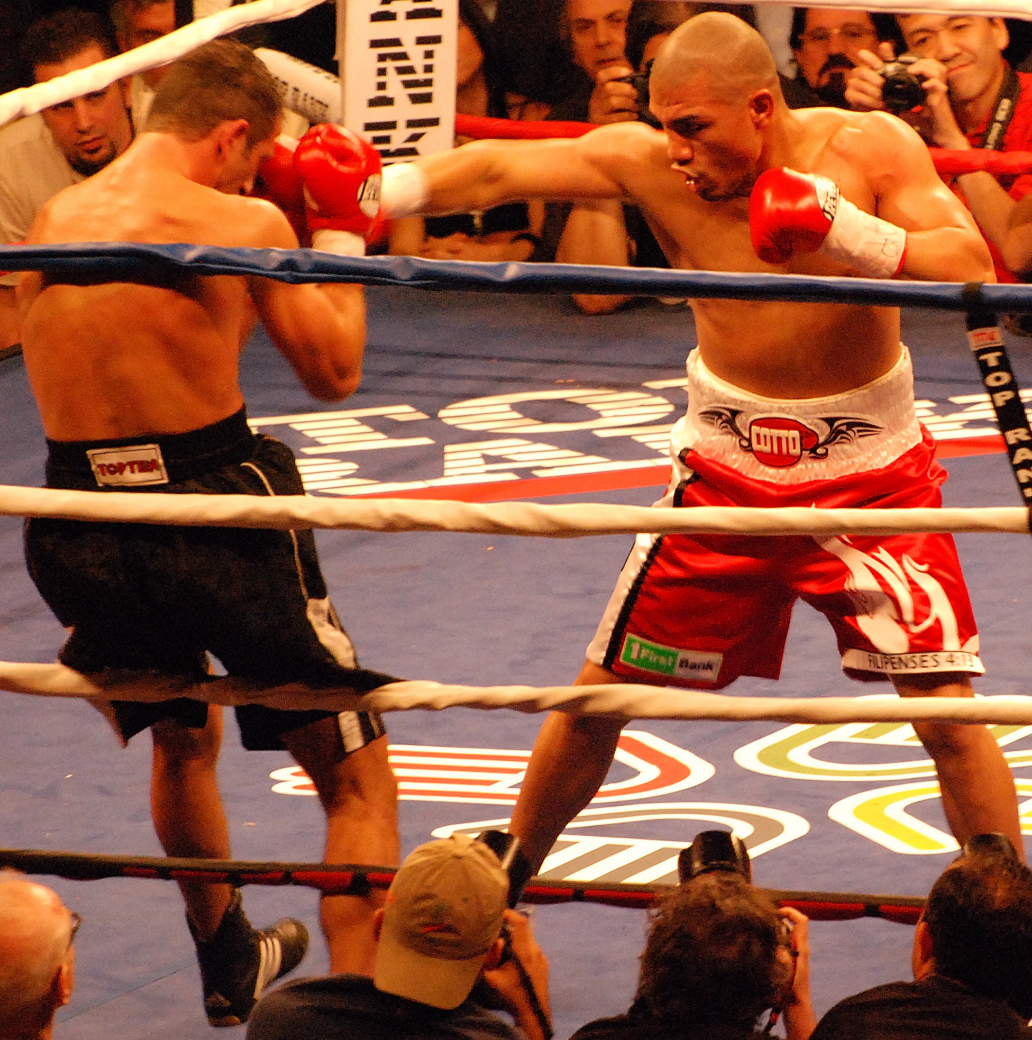
Miguel Cotto nel suo match contro Oktay Urkal.

Cotto ha reso vacante il suo titolo nel 2006 e ha annunciato di voler passare ai pesi welters per sfidare Carlos Quintana per la corona vacante WBA della divisione. L'incontro tra i due si è svolto il 2 dicembre 2006 e nell'evento Miguel è riuscito a detronizzare l'avversario per KOT alla 5ª ripresa. Dopo aver subito un colpo al corpo Quintana ha gettato la spugna poco prima della campanella del 6º round, decretando Cotto nuovo campione WBA dei welters. La prima difesa del suo titolo si è svolta il 3 marzo 2007 contro il turco Oktay Urkal. Il match è terminato all'11ª ripresa per abbandono di Urkal. Vedendolo in difficoltà l'allenatore di Urkal ha ritirato il suo atleta, ritenendo inoltre ingiusta la decisione dell'arbitro di togliere un punto al suo pugile per aver dato una testata al rivale. Il 9 giugno 2007, a New York, Cotto (29-0) ha difeso la sua cintura contro "Super" Zab Judah. Nel match Cotto ha dato subito prova delle sue innate doti d'incontrista. I primi round sono stati molto attivi ma nel corso di essi Cotto ha inspiegabilmente colpito l'avversario sotto la cintura. In entrambe le occasioni Zab si è gettato per terra dolorante e gli è stato concesso qualche attimo di riposo da parte dell'arbitro. Per tale gesto a Cotto è stato tolto un punto. Judah ha così ripreso a combattere, aggiudicandosi anche qualche ripresa. Ciononostante dalla metà dello scontro in poi, il match è passato nelle mani del portoricano, capace di scuotere più volte l'avversario con potenti combinazioni. La svolta si è verificata nella 10ª ed 11ª ripresa. Al 10º round Judah, stanco e oramai poco incisivo, è stato costretto a mettersi in ginocchio in seguito ad un attacco del rivale, ma è riuscito a resistere sino alla campanella. Nell'11ª ripresa ha però ceduto, cadendo a pancia in su in seguito ad una nuova serie di colpi del portoricano. Judah, autore di una prova di gran coraggio e spirito di volontà (lui stesso si è più volte battuto la mano sul cuore durante le ultime riprese), è riuscito a rialzarsi ma dopo aver subito un nuovo attacco di Cotto ha costretto l'arbitro a porre fine all'incontro e a decretare la vittoria di Miguel per KOT. Al momento dello stop Miguel era in vantaggio su tutti i tre i cartellini dei giudici per 97-91.

##### Cotto VS Mosley
Il 10 novembre 2007 Cotto ha affrontato un avversario ben più noto e quotato, "Sugar" Shane Mosley (44-4, 37 KO), al Madison Square Garden. Lo scontro è stato il frutto di un accordo tra la Top Rank Boxing, i promoter di entrambi i pugili e la Golden Boy Promotions di Óscar de la Hoya. L'incontro è stato teletrasmesso dalla HBO in Pay-Per-View ed è stato vinto dal portoricano per decisione unanime. Verso la parte finale dello scontro, Sugar Shane ha adottato uno stile più aggressivo, diventando quindi l'aggressore. La prestazione del portoricano è stata descritta come "un raro momento nello sport, quando una stella sorge all' improvviso da ciò che è categoricamente definito come bravura, sino alla cuspide di grandezza." Il 12 aprile 2008 Miguel ha difeso con successo la sua corona contro Alfonso Gómez. Nel corso dell'incontro Cotto è riuscito ad effettuare tre knockdown ai danni dell'avversario, prima dello stop da parte dell'arbitro di gara alla 5ª ripresa, su consiglio del dottore, che ha indicato che Gómez non poteve più continuare lo scontro. Cotto è stato nominato "pugile dell'anno" dalla World Boxing Association, durante le premiazioni annuali dell'organizzazione, che si svolgono in Argentina, a Buenos Aires.

##### Cotto VS Margarito

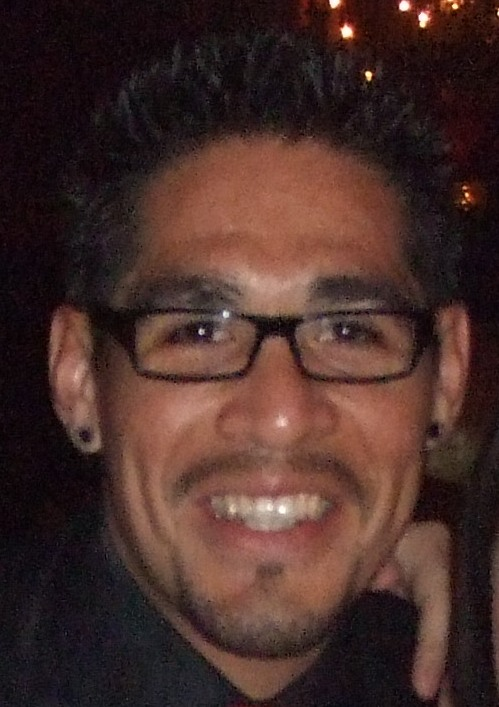
Antonio Margarito è stato il primo pugile a sconfiggere Cotto, come professionista.

Il 26 luglio 2008, all'MGM Grand di Las Vegas, Cotto ha subito la sua prima sconfitta da professionista da parte del messicano Antonio Margarito, in una difesa del titolo senza successo.
Il campione di Caguas ha preso l'iniziativa subito, riuscendo spesso a portare a segno i suoi colpi durante le prime battute del match e utilizzando il suo lavoro di gambe per evitare pericoli. Ciononostante Margarito ha pressato offensivamente l'avversario con costanza, iniziando a martellare la resistenza dell'avversario intrappolandolo all'angolo e attaccandolo con alcune combinazioni. Cotto è stato ferito alla 7ª ripresa, dopo che un paio di montanti da parte del messicano gli hanno causato fuoriuscita di sangue dal naso. Margarito ha continuato sulla sua strada, attaccando il rivale e infliggendogli ancora più danni durante il 10º round.
Il nativo di Torrance lo ha poi scosso con serie di colpi all'inizio del round successivo, mandandolo sanguinante sulle corde. Una nuova combinazione da parte del messicano ha infine costretto Miguel a mettersi in ginocchio. Il portoricano è riuscito a rimettersi in piedi, ma dopo aver passivamente subito una nuova ondata di colpi, il suo zio/allenatore Evangelista Cotto ha deciso di ritirarlo dalla contesa, risparmiandogli così un'eccessiva punizione. Due giudici hanno dato Margarito vincente per 96-94, mentre il terzo ha dato l'incontro in perfetta parità. Medesima l'opinione dell'analista della HBO Harold Lederman. Il match, denominato The Battle, è considerato uno dei più belli del 2008.
La sconfitta di Cotto da parte di Margarito è stata soggetta ad investigazioni, dopo il tentato utilizzo di bendaggi irregolari da parte del messicano nel suo incontro con Sugar Shane Mosley.
Cotto è tornato all'azione il 21 febbraio 2009, in uno scontro svoltosi al Madison Square Garden. Nell'occasione ha affrontato Michael Jennings (34-1, 16 KO) per la corona vacante WBO dei welter. Dopo un'iniziale fase di studio da parte di entrambi i combattenti, il ritmo è aumentato durante la 2ª ripresa. Nel 3º round il campione di Caguas ha iniziato a prendere l'iniziativa, attaccando l'avversario con diretti e ganci. Poco dopo Cotto ha messo a segno 2 knockdown ai danni dell'avversario, che è stato comunque in grado di proseguire sino al termine della ripresa. Nel 5º round, Jennings, intrappolato contro le corde del ring, ha subito un nuovo attacco da parte del portoricano, finendo nuovamente per terra dopo un devastante gancio destro. Il britannico è stato in grado di rimettersi in sesto, ma il direttore di gara ha deciso di terminare la contesa. Con questa grande vittoria, Cotto ha conquistato il suo secondo titolo nella divisione dei welter. Pochi mesi dopo, l'8 aprile, Cotto ha licenziato suo zio Evangelista come allenatore, in seguito ad una violenta discussione nella quale sono rimaste coinvolte proprietà del pugile. Tuttavia, nessuno dei due campi ha deciso di avviare azioni legali. Di conseguenza, Miguel ha nominato Joe Santiago come suo nuovo trainer. Quest'ultimo aveva in precedenza servito come nutrizionista del team.
Il 13 giugno 2009 Junito ha difeso la sua corona contro Joshua Clottey (35-2, 20 KO), in un match che ci si aspettava inizialmente essere un'unificazione che includeva anche la cintura IBF. Le scintille si sono accese sin dalla 1ª ripresa: knockdown di Cotto ai danni dell'avversario. Nel 3º round, una testata involontaria ha aperto un profondo taglio sopra l'occhio sinistro del portoricano. Il taglio si è maggiormente aggravato nel 4º round, ma Miguel è stato comunque in grado di prendere il controllo della situazione. Nella 5ª ripresa, però, è stato Clottey a subire un infortunio, dopo essere finito sul tappeto in seguito ad uno scambio di colpi. Con problemi al ginocchio sinistro, il ghanese ha avuto comunque la possibilità di ottenere qualche attimo di recupero. Nella ripresa seguente Cotto ha intrappolato l'avversario all'angolo, ottenendo un vantaggio dal punto di vista offensivo. Le battute successive sono state controllate da Clottey, consapevole del fatto che il rivale non era più in grado di vedere i pugni provenienti da destra a causa del taglio. Durante l'ultima parte della gara, Cotto ha deciso di applicare più tecnica che potenza, mantenendo inalterato il suo ritmo. La contesa è terminata per Split Decision, con due giudici dalla parte di Cotto (115-112 e 116-111) e l'altro dalla parte di Clottey (114-113).

##### Cotto VS Pacquiao
Subito dopo l'incontro con Clottey, le negoziazioni per riuscire a concretizzare un match contro il campione filippino Manny Pacquiao sono iniziate e sono riuscite a programmare uno scontro per il 14 novembre 2009. Pacquiao ha iniziato ad acquisire popolarità dopo la sua vittoria sul campione messicano Marco Antonio Barrera e ha rafforzato la sua reputazione sconfiggendo grandi nomi come Érik Morales, Juan Manuel Márquez, Óscar de la Hoya e Ricky Hatton. In particolare è stata fulminea la vittoria su quest'ultimo: devastante sinistro alla 2ª ripresa che ha lasciato il britannico privo di sensi sul ring. Ciò ha portato gli appassionati di boxe ad aspettarsi una gara spettacolare tra due dei più forti pesi welter in circolazione. L'incontro tra Cotto e Pacquiao è stato denominato Firepower. Ancora prima che Pacquiao sconfiggesse Ricky Hatton, il promoter Bob Arum ha esplicitato il suo interesse per questa potenziale contesa. In seguito anche Pac-Man ha espresso il suo interesse. Durante la trattativa, è stato rivelato che il peso limite sarà di 145 libbre, mentre il frazionamento degli incassi in pay-per-view sara del 65% per Pacquiao e 35% per Cotto.
Lo scontro, svoltosi all'MGM Grand di Las Vegas, ha visto Miguel subire la sua seconda sconfitta come pugile professionista, per KO tecnico al 12º round. Dopo una prima ripresa attiva e dalla parte del portoricano, Cotto ha visto il graduale domininio dell'avversario, subendo due knockdown nella 3ª e 4ª ripresa. Il 5º round è stato di Junito, capace di mettere in mostra qualche buon colpo. Ciononostante da quel punto in poi l'incontro è stato totalmente comandato dal filippino, capace di scuotere più volte l'avversario con i suoi rapidi e potenti pugni; all'11ª ripresa, quando la resa di Miguel sembrava oramai imminente, la moglie e i figli del campione di Caguas hanno deciso di abbandonare l'MGM Grand, dopo che avevano chiesto invano all'arbitro di gara di interrompere il match, per evitare un'inutile punizione nei confronti del portoricano. Tuttavia Cotto, autore di una grande prova di coraggio e orgoglio, ha deciso di tenere stretti i denti, intenzionato a finire l'ultima ripresa per dimostrare che era ancora in gara. A circa un minuto dall'ultimo gong, Pacquiao ha nuovamente attaccato l'avversario con una combinazione di colpi, costringendo finalmente l'arbitro a porre fine all'incontro per KO tecnico.

## Record professionale
| N. | Risultato | Record | Avversario             | Tipo | Round, tempo  | Data              | Località                                            | Note |
| -- | --------- | ------ | ---------------------- | ---- | ------------- | ----------------- | --------------------------------------------------- | --- |
| 47 | Sconfitta | 41-6   | Sadam Ali              | UD   | 12            | 2 dicembre 2017   | Madison Square Garden, New York City, New York, USA | Perde il titolo WBO dei pesi superwelter                                                                              |
| 46 | Vittoria  | 41-5   | Yoshihiro Kamegai      | UD   | 12            | 26 agosto 2017    | StubHub Center, Carson, California, USA             | Vince il titolo vacante WBO dei pesi superwelter                                                                      |
| 45 | Sconfitta | 40-5   | Saúl Álvarez           | UD   | 12            | 21 novembre 2015  | Mandalay Bay Events Center, Paradise, Nevada, USA   | Perde i titoli The Ring e del campionato lineare dei pesi medi                                                        |
| 44 | Vittoria  | 40-4   | Daniel Geale           | TKO  | 4 (12), 1:28  | 6 giugno 2015     | Barclays Center, New York City, New York, USA       | Difende i titoli WBC, The Ring e del campionato lineare dei pesi medi                                                 |
| 43 | Vittoria  | 39-4   | Sergio Martínez        | RTD  | 9 (12), 3:00  | 7 giugno 2014     | Madison Square Garden, New York City, New York, USA | Vince i titoli WBC, The Ring e del campionato lineare dei pesi medi                                                   |
| 42 | Vittoria  | 38-4   | Delvin Rodríguez       | TKO  | 3 (12), 0:18  | 5 ottobre 2013    | Amway Center, Orlando, Florida, USA                 | |
| 41 | Sconfitta | 37-4   | Austin Trout           | UD   | 12            | 1º dicembre 2012  | Madison Square Garden, New York City, New York, USA | Per il titolo WBA Regular dei pesi superwelter                                                                        |
| 40 | Sconfitta | 37-3   | Floyd Mayweather Jr.   | UD   | 12            | 5 maggio 2012     | MGM Grand Garden Arena, Paradise, Nevada, USA       | Perde il titolo WBA Super dei pesi superwelter                                                                        |
| 39 | Vittoria  | 37-2   | Antonio Margarito      | TKO  | 10 (12), 0:03 | 3 dicembre 2011   | Madison Square Garden, New York City, New York, USA | Difende il titolo WBA Super dei pesi superwelter                                                                      |
| 38 | Vittoria  | 36-2   | Ricardo Mayorga        | TKO  | 12 (12), 0:53 | 12 marzo 2011     | MGM Grand Garden Arena, Paradise, Nevada, USA       | Difende il titolo WBA Super dei pesi superwelter Vince il titolo vacante WBB dei pesi superwelter                     |
| 37 | Vittoria  | 35-2   | Yuri Foreman           | TKO  | 9 (12), 0:42  | 5 giugno 2010     | Yankee Stadium, New York City, New York, USA        | Vince il titolo WBA dei pesi superwelter                                                                              |
| 36 | Sconfitta | 34-2   | Manny Pacquiao         | TKO  | 12 (12), 0:55 | 14 novembre 2009  | MGM Grand Garden Arena, Paradise, Nevada, USA       | Perde il titolo WBO dei pesi welter                                                                                   |
| 35 | Vittoria  | 34-1   | Joshua Clottey         | SD   | 12            | 13 giugno 2009    | Madison Square Garden, New York City, New York, USA | Difende il titolo WBO dei pesi welter                                                                                 |
| 34 | Vittoria  | 33-1   | Michael Jennings       | TKO  | 5 (12), 2:38  | 21 febbraio 2009  | Madison Square Garden, New York City, New York, USA | Vince il titolo vacante WBO dei pesi welter                                                                           |
| 33 | Sconfitta | 32-1   | Antonio Margarito      | TKO  | 11 (12), 2:05 | 26 luglio 2008    | MGM Grand Garden Arena, Paradise, Nevada, USA       | Perde il titolo WBA dei pesi welter                                                                                   |
| 32 | Vittoria  | 32-0   | Alfonso Gómez          | RTD  | 5 (12), 3:00  | 12 aprile 2008    | Boardwalk Hall, Atlantic City, New Jersey, USA      | Difende il titolo WBA dei pesi welter                                                                                 |
| 31 | Vittoria  | 31-0   | Shane Mosley           | UD   | 12            | 10 novembre 2007  | Madison Square Garden, New York City, New York, USA | Difende il titolo WBA dei pesi welter                                                                                 |
| 30 | Vittoria  | 30-0   | Zab Judah              | TKO  | 11 (12), 0:49 | 9 giugno 2007     | Madison Square Garden, New York City, New York, USA | Difende il titolo WBA dei pesi welter                                                                                 |
| 29 | Vittoria  | 29-0   | Oktay Urkal            | TKO  | 11 (12), 1:01 | 3 marzo 2007      | Coliseo Roberto Clemente, San Juan, Porto Rico      | Difende il titolo WBA dei pesi welter                                                                                 |
| 28 | Vittoria  | 28-0   | Carlos Quintana        | RTD  | 5 (12), 3:00  | 2 dicembre 2006   | Boardwalk Hall, Atlantic City, New Jersey, USA      | Vince il titolo vacante WBA dei pesi welter                                                                           |
| 27 | Vittoria  | 27-0   | Paulie Malignaggi      | UD   | 12            | 10 giugno 2006    | Madison Square Garden, New York City, New York, USA | Difende il titolo WBO dei pesi superleggeri                                                                           |
| 26 | Vittoria  | 26-0   | Gianluca Branco        | TKO  | 8 (12), 0:49  | 4 marzo 2006      | Coliseo Rubén Rodríguez, Bayamón, Porto Rico        | Difende il titolo WBO dei pesi superleggeri                                                                           |
| 25 | Vittoria  | 25-0   | Ricardo Torres         | KO   | 7 (12), 1:52  | 24 settembre 2005 | Boardwalk Hall, Atlantic City, New Jersey, USA      | Difende il titolo WBO dei pesi superleggeri                                                                           |
| 24 | Vittoria  | 24-0   | Muhammad Abdullaev     | TKO  | 9 (12), 0:57  | 11 giugno 2005    | Madison Square Garden, New York City, New York, USA | Difende il titolo WBO dei pesi superleggeri                                                                           |
| 23 | Vittoria  | 23-0   | DeMarcus Corley        | TKO  | 5 (12), 2:45  | 26 febbraio 2005  | Coliseo Rubén Rodríguez, Bayamón, Porto Rico        | Difende il titolo WBO dei pesi superleggeri                                                                           |
| 22 | Vittoria  | 22-0   | Randall Bailey         | TKO  | 6 (12), 1:39  | 11 dicembre 2004  | Mandalay Bay Events Center, Paradise, Nevada, USA   | Difende il titolo WBO dei pesi superleggeri                                                                           |
| 21 | Vittoria  | 21-0   | Kelson Pinto           | TKO  | 6 (12), 0:32  | 11 settembre 2004 | José Miguel Agrelot Coliseum, San Juan, Porto Rico  | Vince il titolo vacante WBO dei pesi superleggeri                                                                     |
| 20 | Vittoria  | 20-0   | Lovemore N'dou         | UD   | 12            | 8 maggio 2004     | MGM Grand Garden Arena, Paradise, Nevada, USA       | Difende il titolo WBC International dei pesi superleggeri Vince il titolo vacante WBA Fedelatin dei pesi superleggeri |
| 19 | Vittoria  | 19-0   | Victoriano Sosa        | TKO  | 4 (12), 2:51  | 28 febbraio 2004  | MGM Grand Garden Arena, Paradise, Nevada, USA       | Difende il titolo WBC International dei pesi superleggeri                                                             |
| 18 | Vittoria  | 18-0   | Carlos Maussa          | TKO  | 8 (12), 2:07  | 6 dicembre 2003   | Coliseo Rubén Rodríguez, Bayamón, Porto Rico        | Difende il titolo WBC International dei pesi superleggeri                                                             |
| 17 | Vittoria  | 17-0   | Demetrio Ceballos      | TKO  | 7 (12), 2:28  | 13 settembre 2003 | MGM Grand Garden Arena, Paradise, Nevada, USA       | Difende il titolo WBC International dei pesi superleggeri                                                             |
| 16 | Vittoria  | 16-0   | Rocky Martinez         | KO   | 2 (12), 2:42  | 28 giugno 2003    | Coliseo Rubén Rodríguez, Bayamón, Porto Rico        | Difende il titolo WBC International dei pesi superleggeri Vince il titolo vacante WBO-NABO dei pesi superleggeri      |
| 15 | Vittoria  | 15-0   | Joel Perez             | KO   | 4 (10), 1:29  | 19 aprile 2003    | Selland Arena, Fresno, California, USA              | |
| 14 | Vittoria  | 14-0   | César Bazán            | TKO  | 11 (12), 0:16 | 1º febbraio 2003  | Mandalay Bay Events Center, Paradise, Nevada, USA   | Vince il titolo vacante WBC International dei pesi superleggeri                                                       |
| 13 | Vittoria  | 13-0   | Ubaldo Hernandez       | KO   | 7 (10), 1:31  | 22 novembre 2002  | Coliseo Héctor Solá Bezares, Caguas, Porto Rico     | |
| 12 | Vittoria  | 12-0   | John Brown             | UD   | 10            | 14 settembre 2002 | Mandalay Bay Events Center, Paradise, Nevada, USA   | |
| 11 | Vittoria  | 11-0   | Carlos Alberto Ramirez | KO   | 3 (10), 2:34  | 30 luglio 2002    | Lucky Star Casino, Concho, Oklahoma, USA            | |
| 10 | Vittoria  | 10-0   | Justin Juuko           | TKO  | 5 (10), 2:44  | 22 giugno 2002    | MGM Grand Garden Arena, Paradise, Nevada, USA       | |
| 9  | Vittoria  | 9-0    | Juan Angel Macias      | TKO  | 7 (10), 1:54  | 3 maggio 2002     | The Orleans, Paradise, Nevada, USA                  | |
| 8  | Vittoria  | 8-0    | Sammy Sparkman         | TKO  | 2 (10), 2:49  | 1º marzo 2002     | Coliseo Guillermo Angulo, Carolina, Porto Rico      | |
| 7  | Vittoria  | 7-0    | Joshua Smith           | TKO  | 2 (8), 1:24   | 11 gennaio 2002   | Coliseo Héctor Solá Bezares, Caguas, Porto Rico     | |
| 6  | Vittoria  | 6-0    | Arturo Rodríguez       | KO   | 2 (6), 2:52   | 28 luglio 2001    | Staples Center, Los Angeles, California, USA        | |
| 5  | Vittoria  | 5-0    | Rudolfo Lunsford       | TKO  | 4 (6), 1:00   | 1º luglio 2001    | Arena Pier 10, San Juan, Porto Rico                 | |
| 4  | Vittoria  | 4-0    | Martin Ramirez         | UD   | 4             | 20 maggio 2001    | San Juan, Porto Rico                                | |
| 3  | Vittoria  | 3-0    | Waklimi Young          | UD   | 4             | 28 aprile 2001    | Hammerstein Ballroom, New York, New York, USA       | |
| 2  | Vittoria  | 2-0    | Jacob Godinez          | TKO  | 2 (4), 1:17   | 30 marzo 2001     | Convention Center, Fort Worth, Texas, USA           | |
| 1  | Vittoria  | 1-0    | Jason Doucet           | TKO  | 1 (4), 2:12   | 23 febbraio 2001  | Frank Erwin Center, Austin, Texas, USA              | |

## Vita privata
Cotto è nato e cresciuto a Caguas, una regione di Porto Rico, con vari familiari legati al mondo del pugilato, come il padre Miguel Cotto Sr., il fratello José Miguel Cotto, il cugino Abner Cotto e lo zio e istruttore di boxe Evangelista Cotto. È sposato con Melissa Guzman, con la quale ha due figli: Miguel Cotto III e Alondra. Ha una figlia, nata nel novembre 2006, da un'altra relazione.
Oltre a fare il pugile, Miguel Cotto è anche proprietario della "Promociónes Miguel Cotto", che organizza incontri di pugilato a Porto Rico. Ha inoltre fondato "El Ángel", un'organizzazione che promuove l'attività fisica.
Miguel collabora inoltre con Marc Ecko, artista, designer e imprenditore proprietario della Ecko Unlimited, o semplicemente Ecko. Tale collaborazione gli regala pantaloncini per il combattimento nel ring ed accessori e vestiti per l'esterno.
Ha un fratello, Josè Miguel Cotto, anch'egli pugile con un buon record da professionista.

## Curiosità
- È comparso nel videogioco per PS3 Fight Night Round 4, come personaggio giocabile.